# فالتر فيلهلم مولر
فالتر فيلهلم مولر (26 سبتمبر 1933 - 22 أكتوبر 2024): هو عالم ساميات ألماني، متخصص في جنوب الجزيرة العربية القديمة (الدراسات السبئية) والكتابات السامية. كان أستاذًا للدراسات السامية في جامعة فيليبس في ماربورغ منذ عام 1975 حتى تقاعده في عام 2001، وتتلمذ على يديه نخبة من علماء الصف الأول في الوقت الحالي، عربياً وعالمياً. وحتى بعد تقاعده في 2001، استمر مولر في تقديم دورات لتدريس اللغات العربية القديمة لسنوات عديدة، والتي التحق بها جيل جديد من الطلاب والباحثين الشباب.

## حياته
ولد ونشأ والتر مولر في فايبرت - نيوجيشراي، شمال بوهيميا، تشيكوسلوفاكيا. وبعد تخرجه من المدرسة الثانوية في ميشيلشتات (أودنوالد) في عام 1955، درس مولر الدراسات الشرقية (السامية والدراسات العربية) واللاهوت الكاثوليكي في جامعات ماينز وتوبنغن وجامعة كاليفورنيا في لوس أنجلوس (مع غوستاف جرونيباوم ومع وولف ليسلاو؛ حصل على درجة الماجستير عام 1961 في الآداب في لغات وآداب الشرق الأوسط). حصل على الدكتوراه عام 1962 تحت إشراف ماريا هوفنر من جامعة توبنغن.. ثم عمل كمساعد باحث لرودي باريت في الندوة الشرقية في جامعة توبنغن وأكمل تأهيله في فقه اللغة السامية في عام 1968. قاد بعثة تنقيب أثري ونقشي ولغوي إلى اليمن عام 1970 وعُين أستاذاً مساعداً عام 1973. في عام 1975 حصل على درجة الأستاذية الكاملة في الدراسات السامية في جامعة فيليبس في ماربورغ . وفي عامي 1980 و1994 كان أستاذاً زائراً في قسم التاريخ والآثار بجامعة صنعاء (اليمن) لمدة فصل دراسي واحد. تقاعد في عام 2001.
كان مولر عضوًا في جمعية علماء ماربورغ منذ عام 1977، وعضوًا مناظرًا في معهد الآثار الألماني منذ عام 1978، وعضوًا كامل العضوية في أكاديمية ماينز للعلوم والآداب منذ عام 1987،  وهو عضو كامل في فئة العلوم الإنسانية في جامعة ماينز. أكاديمية السوديت الألمانية للعلوم والفنون منذ عام 1990  وعضو مناظر في الأكاديمية البريطانية منذ عام 2001.
تهتم أبحاث مولر بجنوب شبه الجزيرة العربية قبل الإسلام (اللغات والتاريخ والدين والثقافة) والكتابات السامية (النقوش)، ولكنه يركز أيضًا على اللغات العربية الجنوبية الجديدة والدراسات الإثيوبية .

## الأوسمة والجوائز
- 1998 وسام الفنون والثقافة للجمهورية اليمنية
- 2004 وسام الاستحقاق الذهبي من الجمهورية اليمنية
- 2012 عضو فخري في الجمعية الشرقية الألمانية

## منشورات
- عطور. منتج عربي وأهميته في العصور القديمة ميونيخ 1978 (طبعة خاصة من: موسوعة باولي الحقيقية للعصور الكلاسيكية القديمة، الملحق المجلد 15، ميونيخ 1974، العقيد 701-777)
- مع ألفريد فيليكس لاندون بيستون ، محمود الغول، جاك ريكمان: قاموس Sabaic / Dictionnaire sabéen، Louvain-la-Neuve، Peeters 1982، ISBN 2-8017-0194-7
- الجنوب العربي في العصور القديمة. ببليوغرافيا مشروحة من 1973 إلى 1996، راهدين/ويستف. ، ليدورف 2001، ISBN 3-89646-682-8 .
- النقوش السبئية مؤرخة حسب العصر. الببليوغرافيا والنصوص والمعاجم . هاراسويتز، فيسبادن 2010، ISBN 978-3-447-06286-2 .
- الجنوب العربي في العصور القديمة. ببليوغرافيا مشروحة من 1997 إلى 2011 . فاسموث، توبنغن 2014، ISBN 978-3-8030-2202-8 .

## أدبيات
- نوربرت نيبس (محرر) : العربية السعيدة. مساهمات في لغة وثقافة شبه الجزيرة العربية قبل الإسلام. Festschrift Walter W. Müller بمناسبة عيد ميلاده الستين عيد ميلاد، فيسبادن، هاراسوفيتز 1994. ISBN 3-447-03603-6 (الصفحات من الحادي عشر إلى الرابع والثلاثين قائمة المنشورات)
- تقويم كورشنر للعلماء الألمان ، 21. الطبعة (2007)، الصفحات من 2491 إلى 2492.

## روابط
- نصوص عن فالتر فيلهلم مولر في فهرس مكتبة ألمانيا الوطنية
- Webseite Walter W. Müller (Universität Marburg)

## إحالات
1. ↑  Professor Dr. Walter W. Müller, Semitistik, verstorben. جامعة ماربورغ، دخل في 30 أكتوبر 2024
2. ↑  Mitgliedseintrag von Walter W. Müller bei der Akademie der Wissenschaften und der Literatur Mainz نسخة محفوظة 2023-04-19 على موقع واي باك مشين.
3. ↑  Eintrag über Walter W. Müller auf Sudetendeutsche Akademie der Wissenschaften und Künste, abgerufen am 11. August 2022 نسخة محفوظة 2023-04-16 على موقع واي باك مشين.